# Квінт Сервілій Агала
Квінт Сервілій Агала (IV ст. до н. е.) — політичний та військовий діяч Римської республіки.

## Життєпис
Походив з патриціанського роду Сервіліїв. Син Квінта Сервілія Агали. 
У 365 році до н. е. його було обрано консулом разом з Луцієм Генуцієм Авентіненсом. На цій посаді займався боротьбою з моровицею, що вирувала у Римі. У 362 році до н. е. його було вдруге обрано консулом, знову разом з Луцієм Генуцієм Авентінесом. Того року Рим воював з герніками. В одній з битв загинув колега Сервілія — Генуцій. У цих обставинах повноту влади передано Квінту Агалі для призначення диктатора. Ним став Аппій Клавдій Красс Інрегілленс.
У 360 році до н. е. Квінта Сервілія Агалу призначають диктатором для боротьби з галлами та герніками. У цьому ж році він завдав поразки галльському війську біля Коллінських воріт. У 355 році до н. е. призначений інтеррексом для обрання консулів. Ними стали Марк Валерій Публікола та Гай Сульпіцій Петік.
У 351 році до н. е. призначений начальником кінноти при диктаторі Марку Фабії Амбусті. У 342 році його в третій раз було обрано консулом, цього разу разом з Гаєм Марцієм Рутілом. Воював проти самнитів у Кампанії. 
Про подальшу долю Квінта Сервілія Агали згадок немає.